# Siemion Wielikanow
Siemion Grigoriewicz Wielikanow, ros. Семен Григорьевич Великанов (ur. 22 kwietnia?/4 maja 1869 w Sankt Petersburgu, zm. 15 grudnia 1948 w Noisy-le-Grand) – rosyjski urzędnik państwowy, emigracyjny duchowny prawosławny, działacz społeczno-religijny
Ukończył studia na uniwersytecie w Sankt Petersburgu. Był urzędnikiem państwowym w okresie carskiej Rosji. Po wybuchu I wojny światowej został zmobilizowany do rosyjskiej armii. Następnie brał udział w wojnie domowej w szeregach wojsk Białych. Na emigracji zamieszkał w Polsce, gdzie został wyświęcony na duchownego prawosławnego. Przyjął imię Symeon. Redagował pismo „Żywoje słowo”. W 1924 r. przeniósł się do Francji. Żył w Knutange, gdzie początkowo pracował jako robotnik w miejscowych zakładach metalurgicznych. Współuczestniczył w budowie miejscowej Cerkwi Przeświętej Trójcy, której został proboszczem. W 1927 r. w Paryżu uczestniczył w 1 eparchialnym zjeździe zachodnioeuropejskich cerkwi rosyjskich. W 1930 r. otrzymał tytuł protojereja. Utworzył w Knutange szkołę im. metropolity Eulogiusza (Gieorgijewskiego). Następnie uczestniczył w organizacji życia kulturalno-religijnego w Homécourt, Algrange, Nilvange i innych miastach francuskich, pełniąc w nich posługę duchową. Powołał chór cerkiewny, który w późniejszym okresie przekształcił się w chór „Guslar”. W 1937 r. otrzymał paliusz od metropolity Jewłogija (Gieorgijewskiego). Angażował się aktywnie w działalność Rosyjskiego Studenckiego Ruchu Chrześcijańskiego. Po wyzwoleniu Francji przez wojska alianckie przewodniczył oddziałowi Związku Patriotów Rosyjskich w Algrange. Przeszedł pod zwierzchność Patriarchatu Moskiewskiego. Pełnił funkcję proboszcza Cerkwi Św. Mikołaja Cudotwórcy. Pod koniec życia zajmował się sadownictwem. Zamierzał przyjechać do ZSRR, ale przeszkodziła mu w tym śmierć 15 grudnia 1948 r.